# Culicoides wadai
Culicoides wadai är en tvåvingeart som beskrevs av Kitaoka 1980. Culicoides wadai ingår i släktet Culicoides och familjen svidknott. Inga underarter finns listade i Catalogue of Life.